# Индекс запрещённых книг
«Индекс запрещённых книг» (лат. Index Librorum Prohibitorum) — список публикаций, которые были запрещены к чтению Римско-католической церковью под угрозой отлучения. Некоторые издания списка содержали также указания Церкви по поводу чтения, продажи и цензуры книг. Официальной целью составления Индекса было ограждение веры и нравственности от посягательств и богословских ошибок.
Книги, прошедшие цензуру, печатались с грифом Nihil obstat («никаких препятствий») и Imprimatur («да будет напечатано») на титульном листе.
Католические авторы имели право защищать свои сочинения и могли подготовить новое, исправленное издание, чтобы снять запрет. Список был весьма эффективен: на протяжении многих лет книги, попавшие в список, было очень трудно найти в католических странах, особенно вне крупных городов. Список имел силу закона до 1966 года, когда он был упразднён Вторым Ватиканским собором. Однако осталось моральное обязательство католика не продавать и не читать книги, которые могут подвергнуть опасности веру или мораль.

## История
Первый такой список был опубликован в Голландии в 1529 году. Венеция и Париж последовали примеру Нидерландов в 1543 и 1551 годах соответственно. Первый римский список был составлен папой Павлом IV. Цензурные принципы этого списка были признаны слишком жёсткими, и после того, как Тридентский собор изменил церковное законодательство в области запрета книг, папа Пий IV распространил в 1564 году т. н. Тридентский список. Этот список служил основой всех последующих списков запрещённых книг, пока в 1897 году папа Лев XIII не опубликовал свой список, Index Leonianus.
В 1572 году была сформирована Святая Конгрегация Индекса, специально предназначенная для выявления запрещённой литературы, внесения дополнений в список, а также создания списков исправлений в тех случаях, когда требовались исправления книги, а не безусловный её запрет. В таких случаях книга вносилась в список со специальными пометками, например «donec corrigatur» (запрещено, если не исправлено) или «donec expurgetur» (запрещено, если не очищено). В результате иногда появлялись очень длинные списки исправлений, публиковавшиеся в особом издании — Index Expurgatorius.

Конгрегация Индекса была упразднена в 1917 году, после чего списком стала заниматься Святейшая Канцелярия. При этом правила чтения книг были перенесены в новый Кодекс канонического права (Codex Iuris Canonici). Список продолжал регулярно обновляться и после этого. Последнее, 32-е издание списка вышло в 1948 году. Туда попали 4000 книг, запрещённых из-за ереси, аморальности, элементов порнографии, политической некорректности и т. д. 
14 июня 1966 года был упразднён с возложением на совесть отдельного христианина обязанности избегать всех сочинений, опасных для веры и нравственности, и в то же время с отменой существовавшего ранее церковного закона и соответствующих порицаний.

## Входившие в список
В разное время в список входили сочинения таких авторов, как Лоренцо Валла, Эразм Роттердамский, Лоренс Стерн, Вольтер, Даниель Дефо, Джордано Бруно, Коперник, Кеплер, Галилей, Оноре де Бальзак, Сартр и другие. Полный список авторов, попавших в список, приводится в книге «J. Martinez de Bujanda, Index librorum prohibitorum, 1600—1966» (Женева, 2002). Почти все известные западные философы были включены в список — в том числе и верующие, как, например, Декарт, Кант, Беркли. Некоторые атеисты, например Шопенгауэр и Ницше, не были включены в список на основании общего правила, что любые работы, критикующие или осуждающие любой элемент католической веры, запрещены по факту.
В список попали и некоторые нацистские произведения, в частности произведение нацистского идеолога Розенберга «Миф двадцатого века». С другой стороны, в список не попала книга Гитлера «Майн Кампф».
В 1956 году были запрещены книги «Второй пол» и «Мандарины» феминистки Симоны де Бовуар.
Философ и священник Антонио Розмини-Сербати, некоторые произведения которого были включены в список, в 2007 году был причислен Римско-католической церковью к лику блаженных.